# Nobiles
Nobiles (ednina nobilis, 'plemenito', 'pomenljivo') , tudi senatorski razred so bili člani družbenega stanu v Rimski republiki, kar je pomenilo, da je bil nekdo "dobro znan". To se je sčasoma morda spremenilo: v času Cicerona je bil nekdo pomemben, če je izhajal od osebe, ki je bila izvoljena za konzula. V prejšnjih obdobjih in širše je to morda vključevalo večjo skupino, ki so bili patriciji, ki so izhajali iz patricijev, ki so postali plebejci prek transitio ad plebem ali potomci plebejcev, ki so imeli kurulske funkcije (to so bile funkcije diktatorja, magistra equituma, cenzorja, konzula, pretorja in kurulnega edila.). V času pozne Republike in Rimskega cesarstva so skupaj z konjeniškim (Equites) razredom upravljali z imperijem.

## Zgodovina
Nobili so se pojavili po tem, ko je konflikt redov vzpostavil pravno enakost med patriciji in plebejci, kar je plebejcem omogočilo, da so imeli vse rimskih magistratov; stanje biti "poznan" je bilo povezano s pravicami nobiles do pogrebnih mask (latinsko imagines) in igralcev na aristokratskih pogrebnih procesijah. Vendar pa izraz v srednji republiki večinoma ni potrjen, saj je bil v pozni republiki uveden kot opis in ne kot status. Za pridobitev takšne maske je bilo potrebno imeti enega od kurulnih magistratov.
Te volitve so pomenile, da republikansko plemstvo ni bilo povsem zaprto. Tudi v republiki "nobiles" niso uživali posebnih pravnih privilegijev. V kasnejši republiki so tistega, ki je postal plemič, imenovali "novus homo" (angleško nov človek), kar je bil nenavaden dosežek. Dva najbolj znana primera teh samooklicanih "novih mož" sta bila Gaj Marij, ki je sedemkrat zasedel konzulat in Cicero. Čeprav so bili povsem novi možje redki, se je politična elita kot celota spremenila, saj nekatere družine niso mogle zmagati na volitvah več generacij, druge družine pa so postale bolj vidne, kar je ustvarilo počasne in osmotske spremembe. 
Ugled nobilov je bil neposredno povezan z njihovo izvolitvijo na visoke položaje s strani ljudstva.  Med rimsko republiko nobili nikoli niso imeli manj kot približno 70 odstotkov konzulskih položajev v daljših obdobjih; v času Ciceronovega vladanja so "nobili" kot celota imeli več kot 90 odstotkov konzulskih položajev, delež, ki ga "najbolj nasilne politične krize niso izjemno prizadele". Zoženje števila "nobilov" se je zgodilo približno v času Sulovih ustavnih reform, ko je bil "veliko večji senat s sorazmerno manjšim krogom elitnih senatorjev ... veliko novih Italijanov v Sulovem senatu in povečano število pretorjev", kar je elito pripeljalo do zbliževanja vrst, da bi ohranila svoj ugled.
V času cesarja Avgusta je imel "nobilis" lažji dostop do konzulskega položaja, starostna omejitev pa je bila morda določena na 32 let. Tudi ženske, ki so izhajale iz Avgustove ureditve konzulov (principat), so veljale za pripadnice rimskega plemstva. Izraz se je še vedno nanašal na potomce republikanskih in triumviralnih konzulov, vendar je do Antoninske dinastije večina plemiških družin  izumrla; eni zadnjih so bili Acilii Glabriones, ki so preživeli do 4. stoletja.
| Razred                    | Ocena premoženja (drachmae: denarij po 211 Bpr. n. št.) | Število glasov na volilni skupščini | Vojaška obveznost                 |
| Aristokrati               | Aristokrati                                             | Aristokrati                         | Aristokrati                       |
| ------------------------- | ------------------------------------------------------- | ----------------------------------- | --------------------------------- |
| Patricii (patriciji)      | n.a. (dedno)                                            | 6                                   | Oficirji in legionarska konjenica |
| Equites (vitezi)          | dedno/preko 25.000?*                                    | 12                                  | Oficirji in legionarska konjenica |
| Plebejci                  |                                                         |                                     |                                   |
| Prvi razred               | 10.000 – 25.000?                                        | 80                                  | Legionarska konjenica             |
| Drugi razred              | 7.500 – 10.000                                          | 20                                  | Legionarska pehota                |
| Tretji razred             | 5.000 – 7.500                                           | 20                                  | Legionarska pehota                |
| Četrti razred             | 2.500 – 5.000                                           | 20                                  | Legionarska pehota                |
| Peti razred               | 400 (ali 1.100) – 2.500                                 | 30                                  | Legionarska pehota (Veliti)       |
| Proletarii (capite censi) | Pod 400 (ali 1.100)                                     | 1                                   | Flota (veslači)                   |